# Margarinotus longus
Margarinotus longus är en skalbaggsart som först beskrevs av Heinrich Bickhardt 1910.  Margarinotus longus ingår i släktet Margarinotus och familjen stumpbaggar. Inga underarter finns listade i Catalogue of Life.